# Peter Mitchell-Thomson
Peter Mitchell-Thomson, Baron Selsdon, född 28 maj 1913, död 7 februari 1963, var en brittisk adelsman.
Lord Selsdon vann det första Le Mans-loppet efter andra världskriget tillsammans med Luigi Chinetti, i en Ferrari 166 MM 1949. Det blev även Ferraris första Le Mans-vinst. Lord Selsdon var först och främst finansiär och körde bara en knapp halvtimme, för att reglerna krävde det. Resten av loppet körde Chinetti själv.